# Mirs slott

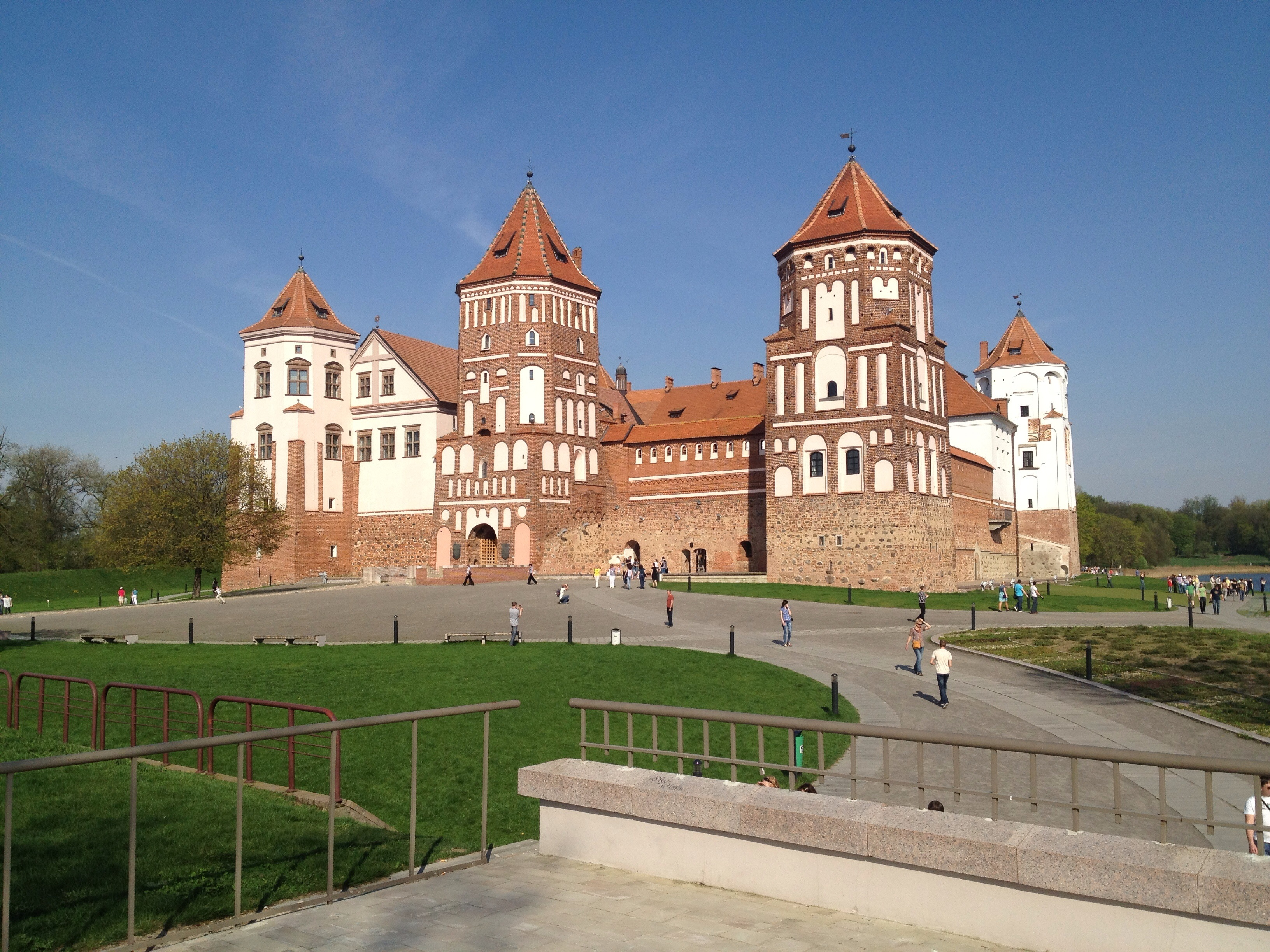
Mirs slott 2012.

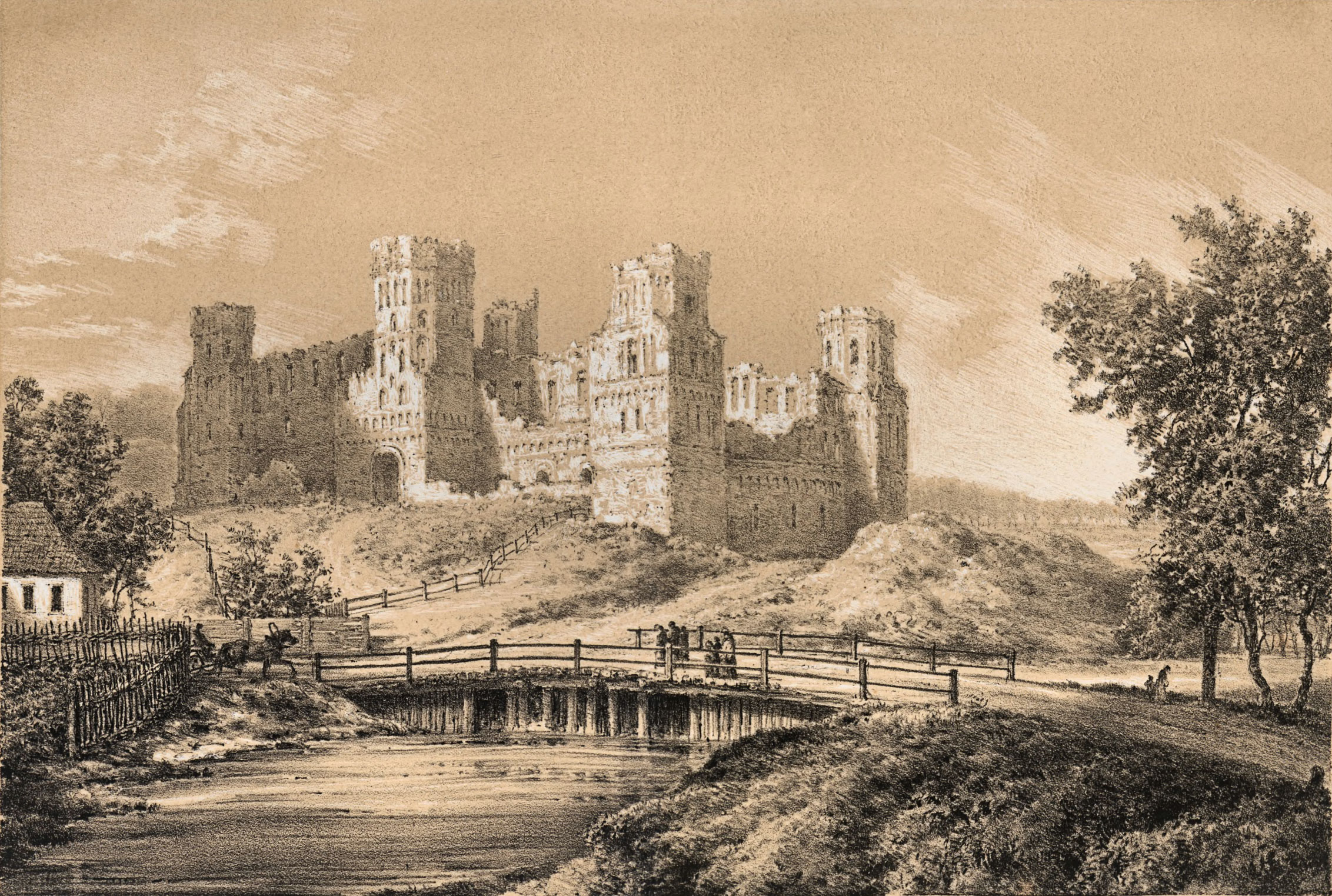
Målning av Napaleon Orda 1876.

Mirs slott (vitryska: Мірскі замак) är en slottsbyggnad och ett världsarv nära staden Mir i distriktet Karelitjy i Hrodna voblast, Vitryssland.

## Historik
Byggandet av det slottet påbörjades i slutet av 1400-talet. Slottet, som ursprungligen var i gotisk stil, färdigställdes av hertig Ilinich i början av 1500-talet. Omkring 1568 övertogs slottet av hertig Radziwiłł. Han gjorde om slottet till ett renässansslott. Ett tre våningar högt palats byggdes längs den östra och norra slottsmuren. Murbruksfasaderna dekorerades med kalkstensportaler, plattor, balkonger och en portal.
Efter att varit övergivet i nära ett århundrade och blivit svårt skadat under Napoleonperioden återställdes slottet i slutet av 1800-talet. 1813, efter att Dominik Hieronim Radziwiłł dött, ärvdes Mir av hans dotter Stefania, som gifte sig med Ludwig av Sayn-Wittgenstein-Berleburg. Slottet togs sedan över av deras dotter Maria som gifte sig med prins Chlodwig zu Hohenlohe-Schillingsfürst. Deras son Maurice Hohenloche-Schillingfurst sålde slottet till Mikolaj Swiatopelk-Mirski av Bialynia 1895. Mikolajs son Michal Swiatopelk-Mirski började återuppbygga slottet enligt arkitekten Teodor Burszes ritningar. Familjen Swiatopelk-Mirski innehade slottet till 1939. Ett antal olika barockelement lades till. Omgivningarna kring slottet gjordes om till en park. Dess nuvarande utseende är ett åskådligt vittnesbörd om den ofta turbulenta historien i denna del av Vitryssland.